# Зденка Кидрич
Зденка Кидрич (рођ. Армич; Љубљана, 20. септембар 1909 — Љубљана, 19. децембар 2008) била је учесница Народноослободилачке борбе и друштвено-политичка радница Социјалистичке Републике Словеније.

## Биографија
Рођена је 20. септембра 1909. у Љубљани. Завршила је Трговачку школу у Љубљани.
Године 1930. постала је члан Комунистичке партије Југославије (КПЈ). У прој половини 1930-их година је радила на обнављању партијске организације у Словенији, а такође је учествовала у раду организације „Црвена помоћ“. Од октобра 1933. до 1935. године је била секретар Покрајинског комитета „Црвене помоћи“ за Словенију. Од 1934. је била и члан Комисије за рад међу женама при Покрајинском комитету КПЈ за Словенију.
Заједно са Едвардом Кардељем и Михом Марником, била је од августа 1935. до априла 1937. године, на школовању у Москви, где је завршила „Међународну лењинску школу“. Од 1937. до 1939. године радила је као курирка ЦК КПЈ у Бечу, Прагу и Паризу.
Непосредно пред почетак Другог светског рата, септембра 1939. године, вратила се у Краљевину Југославију, где се бавила политичким радом. Била је најпре члан, а потом и секретар Окружног комитета КП Словеније за Љубљану.
Учесница је Народноослободилачке борбе од 1941. године. Августа 1941, када је формирана Заштитно-обавештајна служба (словен. Varnostno-obveščevalna služba), Едвард Кардељ је њен рад препустио, искусним комунистима, Францу Равбару и Зденки Кидрич. У овој организацији Зденка је радила све до пред крај рата, када је формирано Одељење за заштиту народа за Словенију (ОЗНА), у којој је остала до 1946. године. Током рата је била чланица Словеначког наросноослободилачког савета и Главног одбора Ослободилачког фронта Словеније.
Од 1946. до 1964. радила је у Комисији за кадрове Централног комитета Комунистичке партије Словеније, а од 1964. у Комисији за кадрове Централног комитета Савеза комуниста Југославије.
Била је чланица ЦК СК Словеније, бирана на Трећем и Четвртом конгресу СК Словеније, чланица Главног одбора Социјалистичког савеза радног народа Словеније и чланица Савета федерације. У периоду од 1946. до 1952. бирана је за народног посланика Народне скупштине НР Словеније. Имала је чин резервног потпуковника ЈНА.
Била је супруга Бориса Кидрича, високог државног и партијског функционера ФНРЈ, који је умро 1953. године, с којим је имала ћерку Јуркицу, рођену 1939. године.
Преминула је 19. децембра 2008. у Љубљани.
Носилац је Партизанске споменице 1941. и других југословенских одликовања, међу којима су — Орден народног ослобођења, Орден Републике са златним венцем, Орден заслуга за народ са златном звездом, Орден братства и јединства са златним венцем и Орден за храброст.